# Generosa Aguilar
Generosa Domitila Aguilar de Medina fue una docente y política argentina del Partido Peronista Femenino. Fue elegida a la Cámara de Diputados de la Nación Argentina en 1951, integrando el primer grupo de mujeres legisladoras en Argentina con la aplicación de la Ley 13.010 de sufragio femenino. Representó al pueblo de la provincia de Salta entre 1952 y 1955.

## Biografía
Maestra de profesión, adhirió al peronismo y formó parte del Partido Peronista Femenino (PPF) en la provincia de Salta. Allí trabajó con la delegada censista del PPF Hilda Nélida Castañeira de Vaccaro.
En las elecciones legislativas de 1951 fue candidata del Partido Peronista en la 3.° circunscripción de la provincia de Salta, siendo una de las 26 mujeres elegidas a la Cámara de Diputados de la Nación Argentina. Junto con Seferina Rodríguez, fueron las dos mujeres elegidas en dicha provincia. Asumió el 25 de abril de 1952.
Fue vocal de la comisión de Industrias y Comercio. Concluyó su mandato en abril de 1955.
En su provincia, promovió la creación de la Fiesta de la Empanada Salteña.
Tras su paso por la Cámara de Diputados, se desempeñó como directora de una escuela de orientación cultural y técnica en la ciudad de Salta.